# Dissé-sous-le-Lude
Dissé-sous-le-Lude és un municipi francès situat al departament del Sarthe i a la regió de País del Loira. L'any 2007 tenia 564 habitants.

## Demografia

### Població
El 2007 la població de fet de Dissé-sous-le-Lude era de 564 persones. Hi havia 225 famílies de les quals 54 eren unipersonals (15 homes vivint sols i 39 dones vivint soles), 89 parelles sense fills, 70 parelles amb fills i 12 famílies monoparentals amb fills.
La població ha evolucionat segons el següent gràfic:
Habitants censats

### Habitatges
El 2007 hi havia 283 habitatges, 231 eren l'habitatge principal de la família, 33 eren segones residències i 20 estaven desocupats. 278 eren cases i 3 eren apartaments. Dels 231 habitatges principals, 191 estaven ocupats pels seus propietaris, 39 estaven llogats i ocupats pels llogaters i 1 estava cedit a títol gratuït; 16 tenien dues cambres, 31 en tenien tres, 64 en tenien quatre i 120 en tenien cinc o més. 165 habitatges disposaven pel capbaix d'una plaça de pàrquing. A 79 habitatges hi havia un automòbil i a 135 n'hi havia dos o més.

### Piràmide de població
La piràmide de població per edats i sexe el 2009 era:
| Homes | Edats   | Dones |
| ----- | ------- | ----- |
| 0     | 95 o +  | 0     |
| 0     | 90 a 94 | 0     |
| 8     | 85 a 89 | 12    |
| 4     | 80 a 84 | 8     |
| 4     | 75 a 79 | 16    |
| 4     | 70 a 74 | 8     |
| 12    | 65 a 69 | 4     |
| 8     | 60 a 64 | 16    |
| 20    | 55 a 59 | 8     |
| 20    | 50 a 54 | 32    |
| 20    | 45 a 49 | 28    |
| 24    | 40 a 44 | 24    |
| 16    | 35 a 39 | 12    |
| 16    | 30 a 34 | 12    |
| 28    | 25 a 29 | 28    |
| 8     | 20 a 24 | 8     |
| 20    | 15 a 19 | 20    |
| 20    | 10 a 14 | 12    |
| 20    | 5 a 9   | 20    |
| 0     | 0 a 4   | 4     |

## Economia
El 2007 la població en edat de treballar era de 376 persones, 267 eren actives i 109 eren inactives. De les 267 persones actives 236 estaven ocupades (130 homes i 106 dones) i 30 estaven aturades (15 homes i 15 dones). De les 109 persones inactives 53 estaven jubilades, 26 estaven estudiant i 30 estaven classificades com a «altres inactius».

### Ingressos
El 2009 a Dissé-sous-le-Lude hi havia 238 unitats fiscals que integraven 606 persones, la mediana anual d'ingressos fiscals per persona era de 15.737,5 €.

### Activitats econòmiques
Dels 20 establiments que hi havia el 2007, 1 era d'una empresa alimentària, 2 d'empreses de fabricació d'altres productes industrials, 4 d'empreses de construcció, 4 d'empreses de comerç i reparació d'automòbils, 1 d'una empresa de transport, 1 d'una empresa d'hostatgeria i restauració, 1 d'una empresa financera, 5 d'empreses de serveis i 1 d'una empresa classificada com a «altres activitats de serveis».
Dels 6 establiments de servei als particulars que hi havia el 2009, 2 eren tallers de reparació d'automòbils i de material agrícola, 1 paleta, 1 fusteria, 1 lampisteria i 1 restaurant.
Dels 2 establiments comercials que hi havia el 2009, 1 era una fleca i 1 una llibreria.
L'any 2000 a Dissé-sous-le-Lude hi havia 33 explotacions agrícoles que ocupaven un total de 1.680 hectàrees.

## Equipaments sanitaris i escolars
El 2009 hi havia una escola elemental.

## Poblacions més properes
El següent diagrama mostra les poblacions més properes.